# Allegro-HANS
Allegro-HANS ist eine Software zur Erschließung von Handschriften, Autographen, Nachlässen und Sonderbeständen.

## Historisches
Allegro-HANS wurde 1989/90 im Zusammenhang mit theoretischen Überlegungen einer durch die Deutsche Forschungsgemeinschaft (DFG) eingesetzten Arbeitsgruppe „Einsatz der Datenverarbeitung bei der Erschließung von Nachlässen und Autographen“ auf der Basis von Allegro-C mit Förderung der DFG an der Staats- und Universitätsbibliothek Hamburg konfiguriert. Seit 2002 gibt es eine Windows-Version (HANS 2000).

## Einsatzmöglichkeiten
Mit allegro-HANS können Nachlassmaterialien wie Lebensdokumente, Korrespondenzen, Werkmanuskripte und Sammlungen nach den „Regeln für die Erschließung von Nachlässen und Autographen“ (RNA) differenziert erschlossen und über einen WWW-OPAC recherchierbar gemacht werden. Darüber hinaus bietet allegro-HANS unter anderem Satzarten zur Verzeichnung von Archivalien, Buchhandschriften, Notenmanuskripten, graphischem Material, Tonträgern etc. Es können Repertorien ausgedruckt werden. Datenexport und -import über MAB2 sowie XML sind möglich, z. B. Daten aus der Personennamendatei (PND) und der Gemeinsamen Körperschaftsdatei (GKD) laden sowie Datentausch mit dem Kalliope-Portal.

## Bezugsquelle
Allegro-HANS kann als Open Source unter der GNU Lesser General Public License (LGPL) über die Staats- und Universitätsbibliothek Hamburg bezogen werden (zur Installation ist eine Allegro-C-Lizenz erforderlich). Zur Pflege und Weiterentwicklung durch einen Software-Dienstleister haben sich deutsche und österreichische Anwender (überwiegend Bibliotheken) 2001 zur HANS-Nutzergemeinschaft zusammengeschlossen. Der Support erfolgt über die HANS-Diskussionsliste.